# 貝爾鎮區 (堪薩斯州賴斯縣)
貝爾鎮區（英語：Bell Township）為美國堪薩斯州賴斯縣轄下的鎮區。2010年美国人口普查中此鎮區人口有10人。

## 地理
貝爾鎮區涵蓋總面積為94.1平方（36.34平方英里），其中陸地面積為93.6平方（36.15平方英里），水域面積為0.49平方（0.19平方英里）或0.52%。

## 人口統計
根據2010年美國人口普查，貝爾鎮區人口有10人，其中男性有7人，女性有3人，人口密度為每平方公里0.11人，住房計7戶。鎮區內的白人有10人，非裔美國人有0人，美洲原住民有0人，亞裔美國人有0人，太平洋島裔美國人有0人，其他種族有0人，混血種族則有0人。此外鎮區內有0人為西班牙裔或拉丁裔美國人。此鎮區之年齡中位數為44.5歲，而男性年齡中位數為45.5歲，女性年齡中位數為34.5歲。